# Ватса (селище залізничної станції)
Ватса (рос. Ватса) — залізнична станція в Котлаському районі Архангельської області Російської Федерації.
Населення становить 11 осіб. Входить до складу муніципального утворення Котласький муніципальний округ.

## Історія
До 2022 року входило до складу муніципального утворення Черемуське поселення.

## Населення
| 2002 | 2010 | 2012 |
| ---- | ---- | ---- |
| 13   | ↘12  | ↘11  |